# Robert Boggi
Robert Boggi (New York, 1955. június 8. – Salerno, 2022. december 29.) olasz nemzetközi labdarúgó-játékvezető.

## Pályafutása

### Nemzeti játékvezetés
1988-ban lett a Serie B, majd 1990-ben a Serie A játékvezetője. Az aktív nemzeti játékvezetéstől 1999-ben a szövetséggel kialakult vitája miatt vonult vissza. Serie A mérkőzéseinek száma: 133.

### Nemzetközi játékvezetés
Az Olasz labdarúgó-szövetség Játékvezető Bizottsága (JB) terjesztette fel nemzetközi játékvezetőnek, a Nemzetközi Labdarúgó-szövetség (FIFA) 1996-tól tartotta nyilván bírói keretében. Több nemzetek közötti válogatott és klubmérkőzést vezetett, vagy működő társának 4. bíróként segített. Az olasz nemzetközi játékvezetők rangsorában, a világbajnokság-Európa-bajnokság sorrendjében többedmagával a 36. helyet foglalja el 2 találkozó szolgálatával. Az aktív nemzetközi játékvezetéstől 1999-ben búcsúzott. Válogatott mérkőzéseinek száma: 3.

#### Labdarúgó-világbajnokság
A világbajnoki döntőhöz vezető úton Franciaországba a XVI., az 1998-as labdarúgó-világbajnokságra a FIFA JB bíróként alkalmazta.

##### 1998-as labdarúgó-világbajnokság

###### Selejtező mérkőzés
| Időpont           | Helyszín                  | Mérkőzés típusa                | Mérkőzés           | Eredmény | Nézők száma |
| ----------------- | ------------------------- | ------------------------------ | ------------------ | -------- | ----------- |
| 1997. március 19. | Nemzeti Stadion, Ta’ Qali | 709. előselejtező (3. csoport) | Málta–Magyarország | 1 : 4    | 1 039       |

#### Labdarúgó-Európa-bajnokság
Az európai-labdarúgó torna döntőjéhez vezető úton Belgiumba és Hollandiába a XI., a 2000-es labdarúgó-Európa-bajnokságra az UEFA JB játékvezetőként foglalkoztatta.

##### 2000-es labdarúgó-Európa-bajnokság

###### Selejtező mérkőzés
| Időpont         | Helyszín                | Mérkőzés típusa           | Mérkőzés             | Eredmény | Nézők száma |
| --------------- | ----------------------- | ------------------------- | -------------------- | -------- | ----------- |
| 1999. június 9. | Razdan Stadion, Jereván | előselejtező (4. csoport) | Örményország–Ukrajna | 0 : 0    | 10 000      |

#### Nemzetközi kupamérkőzések

##### UEFA-bajnokok ligája
| Időpont             | Helyszín                | Mérkőzés típusa           | Mérkőzés                | Eredmény |
| ------------------- | ----------------------- | ------------------------- | ----------------------- | -------- |
| 1998. augusztus 12. | UPC-Arena Stadion, Graz | előselejtező (2. forduló) | SK Sturm Graz–Újpest FC | 4 – 0    |